# Epidonta decipiens
Epidonta decipiens är en fjärilsart som beskrevs av Sergius G. Kiriakoff 1960. Epidonta decipiens ingår i släktet Epidonta och familjen tandspinnare. Inga underarter finns listade i Catalogue of Life.